# Nassa tuamotuensis
Nassa tuamotuensis là một loài ốc biển, là động vật thân mềm chân bụng sống ở biển thuộc họ Nassariidae.

## Miêu tả
Kích thước vỏ ốc khoảng 24 mm and 64 mm

## Phân bố
Loài này phân bố ở Thái Bình Dương dọc theo quần đảo Cook và Tuamotus và quần đảo Society.